# Limenitis milleri
Limenitis milleri är en fjärilsart som beskrevs av Beutelspacher 1976. Limenitis milleri ingår i släktet Limenitis och familjen praktfjärilar. Inga underarter finns listade i Catalogue of Life.